# 2,4-다이나이트로톨루엔
2,4-다이나이트로톨루엔(영어: 2,4-dinitrotoluene, DNT)은 화학식이 C7H6N2O4인 유기 화합물이다. 2,4-다이나이트로톨루엔은 밝은 노란색의 결정질 고체이며 트라이나이트로톨루엔(TNT)의 전구체로 잘 알려져 있지만 주로 톨루엔 다이아이소사이아네이트의 전구체로 생산된다.

## 다이나이트로톨루엔의 이성질체
다이나이트로톨루엔에 대해 6가지 위치 이성질체가 가능하다. 가장 흔한 것은 2,4-다이나이트로톨루엔이다. 톨루엔의 나이트로화는 모노나이트로톨루엔, 다이나이트로톨루엔, 트라이나이트로톨루엔을 차례로 생성한다. 2,4-다이나이트로톨루엔은 다이나이트로화의 주요 생성물이며 다른 주요 생성물은 약 30%를 차지하는 2,6-다이나이트로톨루엔이다. 4-나이트로톨루엔을 나이트로화하면 2,4-다이나이트로톨루엔이 생성된다.

## 활용
대부분의 2,4-다이나이트로톨루엔은 연질 폴리우레탄 폼을 생산하는 데 사용되는 톨루엔 다이아이소사이아네이트를 생산하는 데 사용된다. 2,4-다이나이트로톨루엔은 수소화되어 2,4-다이아미노톨루엔을 생성하고 이는 차례로 포스젠화되어 톨루엔 다이아이소사이아네이트를 생성한다. 이러한 방식으로 1999년에서 2000년 사이에 연간 약 14억 킬로그램이 생산되었다. 2,4-다이나이트로톨루엔은 폭발물을 만드는 데도 사용된다. 2,4-다이나이트로톨루엔 자체는 폭발물로 사용되지 않지만 일부는 트라이나이트로톨루엔으로 전환된다.
2,4-다이나이트로톨루엔은 추진제(예: 무연 화약)의 가소제, 억제 코팅 및 연소율 조절제로 자주 사용된다. 2,4-다이나이트로톨루엔은 발암성과 독성이 있기 때문에 현재는 사용을 기피하는 경향이 있다. 이러한 활용에는 보통 프탈산 다이뷰틸과 함께 사용된다.

## 독성
2,4-다이나이트로톨루엔은 1.5 mg/m3의 허용 한계값(TLV, threshold limit value)으로 독성이 매우 강하다. 2,4-다이나이트로톨루엔은 헤모글로빈을 메트헤모글로빈으로 전환시킨다.
2,4-다이나이트로톨루엔은 또한 40 CFR 261.24에 따라 유해 폐기물로 등록되어 있다. 2,4-다이나이트로톨루엔의 미국 환경보호청(EPA) 유해 폐기물 번호는 D030이다. 독성이 없는 것으로 간주될 수 있는 최대 농도는 0.13 mg/L이다.

## 같이 보기
- 나이트로톨루엔
- 트라이나이트로톨루엔